# Funderingsplaat

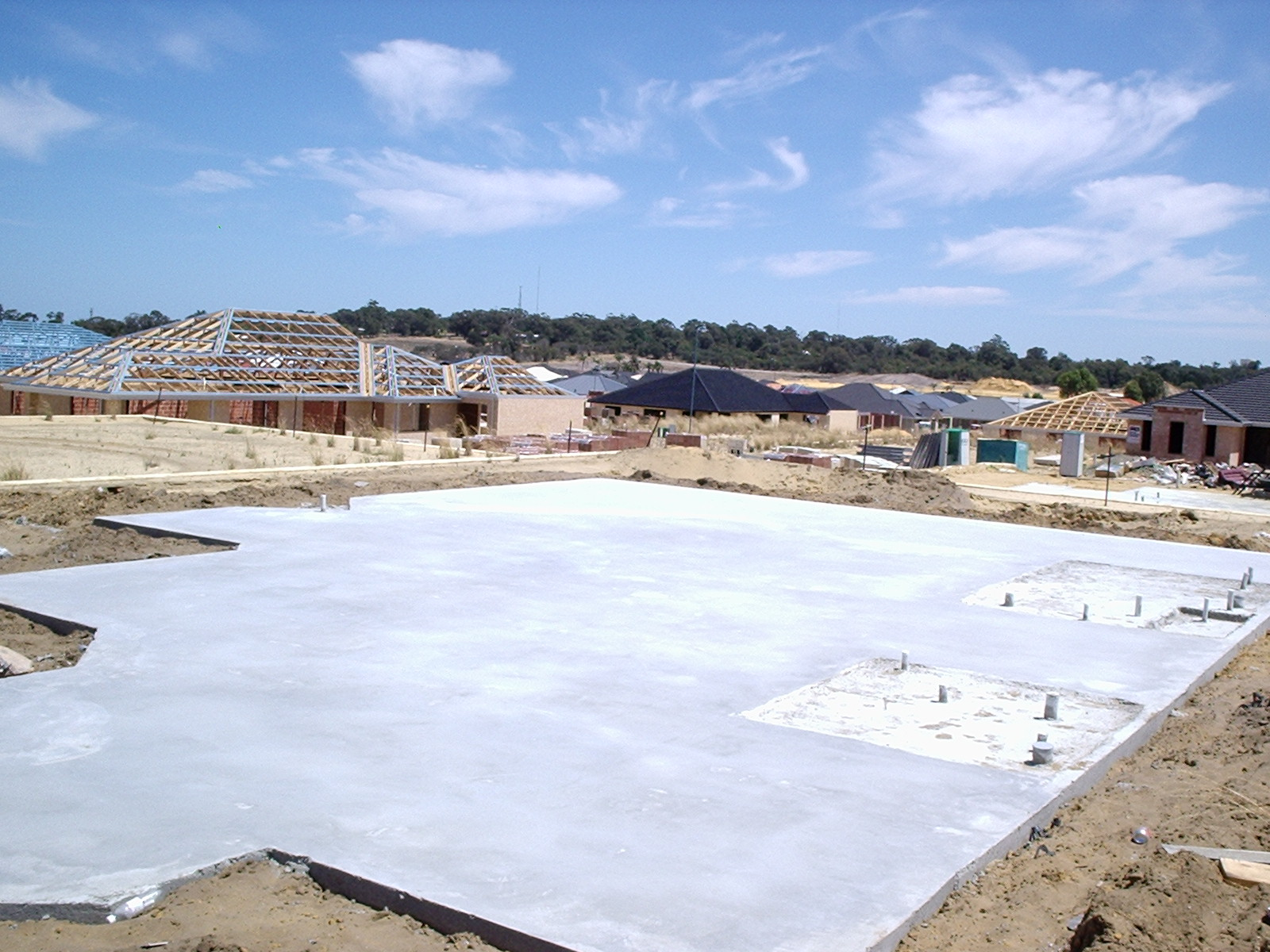
Een funderingsplaat die tevens dienst gaat doen als begane grondvloer

Een funderingsplaat is een funderingsconstructie voor gelijkmatige spreiding van een belasting over een grote oppervlakte. Doorgaans wordt een plaat gebruikt voor gebouwen of infrastructuur zoals de hogesnelheidslijn.
Er bestaan meerdere uitvoeringswijzen:
- Metselwerk: volgens het principe der omgekeerde gewelven, deze oplossing toegepast in massiefbouw wordt nauwelijks nog toegepast omwille van de grote bewerkelijkheid.
- Gewapend beton: Met doorlopende onder- en bovenwapening, toepasselijk zowel voor massiefbouw als skeletbouw. Twee varianten:
  - Integraal vlakke plaat, vaak gebruikt als keldervloer
  - plaat met verzwaringen onder de vorm van kolomvoeten, op- of omgekeerde ribben